# Emmanuelle Devos

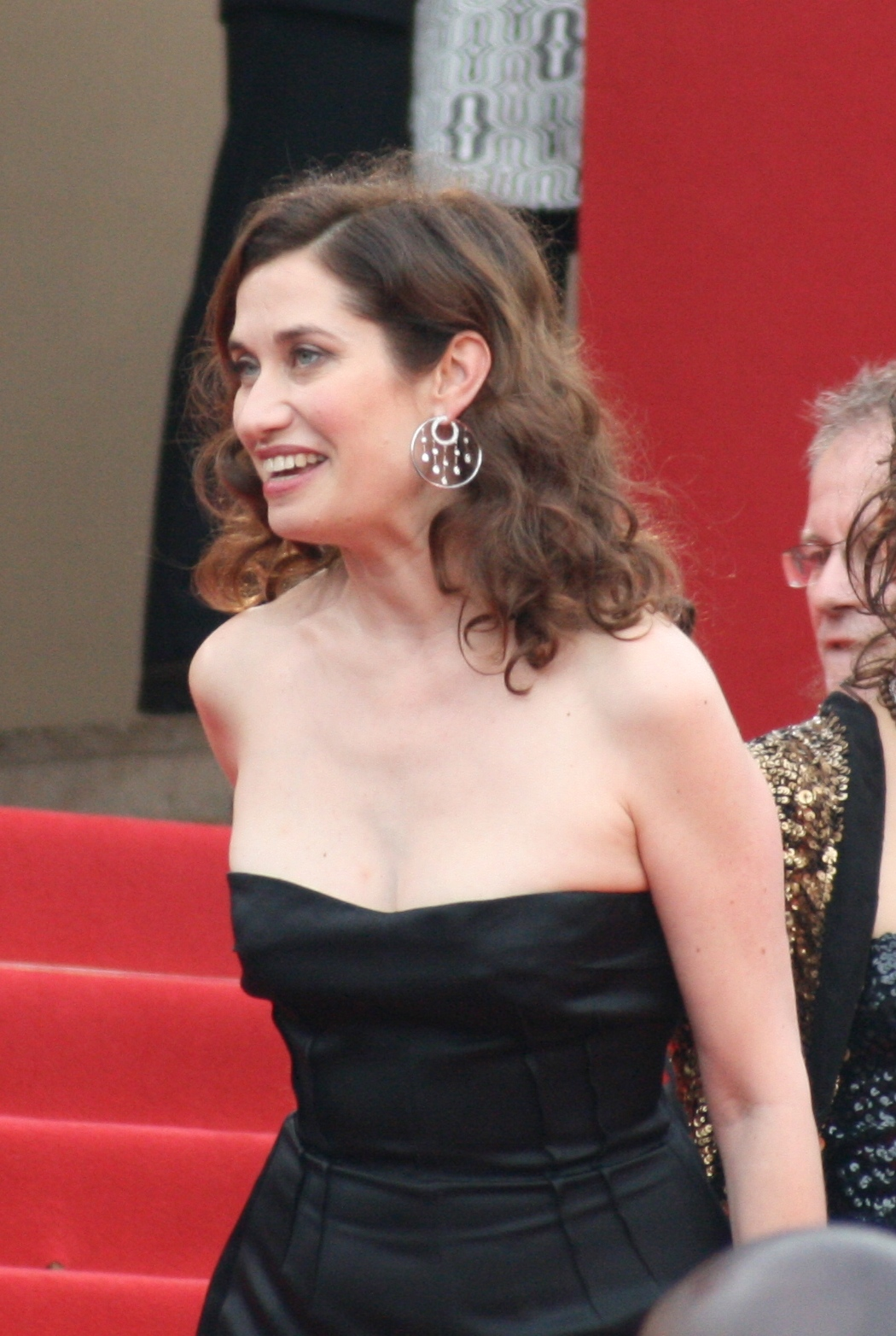
En la edición del 2009 del Festival de Cannes.

Emmanuelle Devos (n. el 10 de mayo de 1964 en Puteaux, Francia) es una actriz francesa. Logró el César a la mejor actriz en los premios de 2002 por su papel en Lee mis labios de Jacques Audiard.

## Biografía
Emmanuelle Devos siguió los pasos de su madre, la actriz Marie Henriau. Afirma haber estado muy impresionada por Jeanne Moreau durante la filmación de Lumière en 1976, lo cual la ayudó a decidirse por la carrera dramática. En el taller de actores de la Fémis, conoció a Noémie Lvovskyy a Arnaud Desplechin, con quien hizo su primer largometraje, La Vie des morts, en 1991, lo mismo que en muchas otras de sus películas.
La consagración llega con Lee mis labios de Jacques Audiard, por el que recibe el César a la mejor actriz en 2002, sobre la favorita Audrey Tautou en Amélie. À l'origine de Xavier Giannoli le permite obtener su segundo premio César en 2010, a la mejor actriz secundaria.

## Filmografía

### Años 1990
- 1991: La vie des morts de Arnaud Desplechin: Laurence O'Madden Burke.
- 1992: La sentinelle de Arnaud Desplechin: Claude.
- 1993: Les patriotes, de Éric Rochant.
- 1996: Comment je me suis disputé... (ma vie sexuelle) de Arnaud Desplechin: Esther.
- 1997: Le déménagement de Olivier Doran: Tina.
- 1999: Peut-être de Cédric Klapisch: Juliette.

### Años 2000
- 2000: Aïe de Sophie Fillières: Claire.
- 2000: Cours toujours de Dante Desarthe: Sophie.
- 2001: Lee mis labios de Jacques Audiard: Carla.
- 2001: El adversario de Nicole Garcia: Marianne.
- 2003: La Femme de Gilles de Frédéric Fonteyne: Elise.
- 2003: Rencontre avec le dragon de Hélène Angel: Gisela von Bingen.
- 2003: Pequeñas heridas de Pascal Bonitzer: Gaëlle.
- 2004: Bienvenue en Suisse de Léa Fazer: Sophie.
- 2004: Reyes y reina de Arnaud Desplechin: Nora Cotterelle.
- 2005: De latir mi corazón se ha parado de Jacques Audiard: Chris.
- 2005: Gentille de Sophie Fillières: Fontaine Leglou.
- 2005: La moustache de Emmanuel Carrère: Agnès Thiriez.
- 2007: J'attends quelqu'un de Jérôme Bonnell: Agnès.
- 2007: Ceux qui restent de Anne Le Ny: Lorraine Grégeois.
- 2007: Deux vies plus une de Idit Cebula: Éliane Weiss.
- 2008: Un conte de Noël de Arnaud Desplechin: Faunia.
- 2009: Plus tard tu comprendras de Amos Gitai: Tania.
- 2009: Coco avant Chanel de Anne Fontaine: Émilienne d'Alençon.
- 2009: Les herbes folles de Alain Resnais: Josépha.
- 2009: Les Beaux Gosses de Riad Sattouf: La directrice.
- 2009: Bancs publics (Versailles Rive-Droite) de Bruno Podalydès: La madre de Arthur.
- 2009: À l'origine de Xavier Giannoli: Stéphane, la alcaldesa de la comuna.

### Años 2010
- 2010: Complices de Frédéric Mermoud.
- 2011: La Permission de minuit de Delphine Gleize.
- 2011: Pourquoi tu pleures ? de Katia Lewkowicz.
- 2013: Violette de Martin Provost .... Violette Leduc.
- 2013: Le temps de l'aventure de Jérôme Bonnell.
- 2014: Jacky in Women's Kingdom de Riad Sattouf.
- 2014: Felices sueños de Marco Bellocchio.
- 2017: Numéro une de Tonie Marshall

## Reconocimientos
- 1997: Nominación al César a la mejor actriz revelación, por su interpretación en la película Comment je me suis disputé... (ma vie sexuelle) de Arnaud Desplechin.
- 2002: César a la mejor actriz en premios de 2002 por su papel en Lee mis labios de Jacques Audiard.
- 2003: Nominación al César a la mejor actriz secundaria, por su interpretación en la película El adversario de Nicole Garcia.
- 2005: premio Estrella de oro por su papel en Reyes y reina, de Arnaud Desplechin.
- 2005: Prix Lumière a la mejor actriz, por su interpretación en la película Reyes y reina, de Arnaud Desplechin.
- 2005: Nominación al César a la mejor actriz, por su interpretación en la película Reyes y reina, de Arnaud Desplechin.
- 2006: Nominación al premio Molière a la nejor actriz pour Créanciers.
- 2010: César a la mejor actriz secundaria, por su interpretación en la película À l'origine de Xavier Giannoli.
- 2018: Premio honorífico Ciudad de Sevilla.[2]